# Catharina Svensson
Catharina Svensson é uma modelo que venceu o concurso de Miss Planeta Terra em sua primeira edição no ano de 2001.